# Diócesis de Viana do Castelo
La diócesis de Viana do Castelo (en latín: Dioecesis Vianensis Castelli y en portugués: Diocese de Viana do Castelo) es una circunscripción eclesiástica de la Iglesia católica en Portugal. Se trata de una diócesis latina, sufragánea de la arquidiócesis de Braga. Desde el 21 de septiembre de 2021 su obispo es João Evangelista Pimentel Lavrador.

## Territorio y organización
La diócesis tiene 2255 km² y extiende su jurisdicción sobre los fieles católicos de rito latino residentes en el distrito de Viana do Castelo.
La sede de la diócesis se encuentra en la ciudad de Viana do Castelo, en donde se halla la Catedral de Santa María Mayor.
En 2020 en la diócesis existían 291 parroquias agrupadas en 10 arciprestazgos, correspondientes a los 10 municipios que constituyen el distrito civil: Arcos de Valdevez, Caminha, Melgaço, Monção, Paredes de Coura, Ponte da Barca, Ponte de Lima, Valença, Viana do Castelo y Vila Nova de Cerveira.

## Historia
En la Antigüedad el territorio de la actual diócesis de Viana do Castelo pertenecía a la vasta arquidiócesis de Braga; a finales del siglo VI se erigió la diócesis de Tuy, a la que se anexó el actual distrito de Viana do Castelo. Con la independencia de Portugal, la diócesis de Tuy se encontró dividida entre dos estados. A finales del siglo XIV la parte portuguesa de la diócesis, llamada "comarca eclesiástica de Valença", adquirió cierta autonomía eclesiástica con el nombramiento de administradores, que a menudo tenían carácter episcopal y el título de "obispos de Tuy en la parte portuguesa". En 1421 este territorio fue anexado a la naciente diócesis de Ceuta y permaneció unida hasta 1512, cuando pasó a la arquidiócesis de Braga, manteniendo su fisonomía jurídica y eclesiástica con el nombramiento de un vicario especial.
En varias ocasiones se implementaron iniciativas para la creación de una diócesis en Viana, en el territorio conocido como Alto Minho. El primer intento tuvo lugar ya en 1545; otro fue implementado por algunos sacerdotes y laicos en 1926, quienes enviaron una petición a la Santa Sede; nuevamente en 1941, en 1943 y en 1963 se frustraron los intentos de erigir una diócesis, como los anteriores.
La diócesis fue erigida definitivamente el 3 de noviembre de 1977 con la bula Ad aptiorem populi del papa Pablo VI, obteniendo el territorio de la arquidiócesis de Braga.
El 20 de enero de 1982, con la carta apostólica Quantum christianae, el papa Juan Pablo II confirmó a la Santísima Virgen María, venerada con el título de Nossa Senhora da Assunçao, como patrona principal de la diócesis, y como patrono secundario a san Teutonio.
En 1983 se estableció el seminario menor en el antiguo colegio de Monção, mientras que el seminario mayor se inauguró solemnemente en Viana do Castelo el 25 de marzo de 1997. En 1991 se erigió el Instituto Católico, en donde funcionan la escuela superior de teología y ciencias humanas, el departamento del archivo diocesano, el museo diocesano y el gabinete diocesano de arte y cultura.

## Estadísticas
Según el Anuario Pontificio 2021 la diócesis tenía a fines de 2020 un total de 220 100 fieles bautizados.
| Año                                                                             | Población            | Población | Población      | Sacerdotes | Sacerdotes    | Sacerdotes    | Bautizados por sacerdote | Diáconos permanentes | Religiosos | Religiosos | Parroquias |
| Año                                                                             | Bautizados católicos | Total     | % de católicos | Total      | Clero secular | Clero regular | Bautizados por sacerdote | Diáconos permanentes | Varones    | Mujeres    | Parroquias |
| ------------------------------------------------------------------------------- | -------------------- | --------- | -------------- | ---------- | ------------- | ------------- | ------------------------ | -------------------- | ---------- | ---------- | ---------- |
| 1980                                                                            | 242 310              | 268 793   | 90.1           | 231        | 207           | 24            | 1048                     |                      | 29         | 182        | 292        |
| 1990                                                                            | 251 000              | 266 000   | 94.4           | 216        | 194           | 22            | 1162                     |                      | 25         | 140        | 291        |
| 1999                                                                            | 250 530              | 258 965   | 96.7           | 198        | 172           | 26            | 1265                     |                      | 30         | 124        | 291        |
| 2000                                                                            | 251 220              | 259 300   | 96.9           | 199        | 175           | 24            | 1262                     |                      | 29         | 117        | 291        |
| 2001                                                                            | 251 220              | 259 300   | 96.9           | 200        | 176           | 24            | 1256                     |                      | 29         | 117        | 291        |
| 2002                                                                            | 245 870              | 250 273   | 98.2           | 196        | 173           | 23            | 1254                     |                      | 26         | 110        | 291        |
| 2003                                                                            | 245 650              | 250 275   | 98.2           | 196        | 172           | 24            | 1253                     |                      | 27         | 92         | 291        |
| 2004                                                                            | 245 650              | 250 275   | 98.2           | 194        | 171           | 23            | 1266                     |                      | 24         | 102        | 291        |
| 2010                                                                            | 245 217              | 253 310   | 96.8           | 175        | 154           | 21            | 1401                     |                      | 26         | 104        | 291        |
| 2011                                                                            | 248 900              | 258 000   | 96.5           | 183        | 159           | 24            | 1360                     |                      | 27         | 100        | 291        |
| 2017                                                                            | 239 600              | 245 600   | 97.6           | 179        | 156           | 23            | 1338                     |                      | 25         | 102        | 291        |
| 2020                                                                            | 220 100              | 240 133   | 91.7           | 153        | 137           | 16            | 1438                     |                      | 20         | 95         | 291        |
| Fuente: Catholic-Hierarchy, que a su vez toma los datos del Anuario Pontificio. |                      |           |                |            |               |               |                          |                      |            |            |            |

## Episcopologio
- Júlio Tavares Rebimbas † (3 de noviembre de 1977-12 de febrero de 1982 nombrado arzobispo a título personal de Porto)
- Armindo Lopes Coelho † (15 de octubre de 1982-13 de junio de 1997 nombrado obispo de Oporto)
- José Augusto Martins Fernandes Pedreira † (29 de octubre de 1997-11 de junio de 2010 retirado)
- Anacleto Cordeiro Gonçalves de Oliveira † (11 de junio de 2010-18 de septiembre de 2020 falleció)
- João Evangelista Pimentel Lavrador, desde el 21 de septiembre de 2021